# Transports en Russie

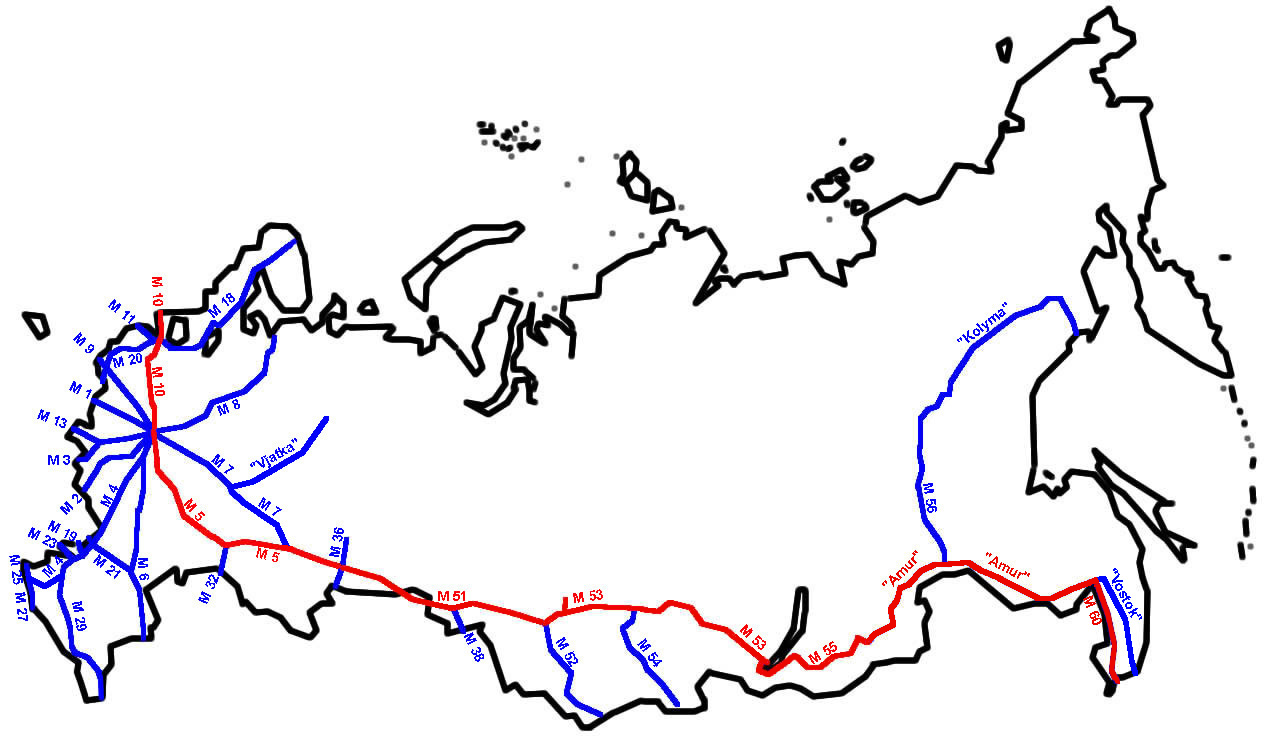
Principaux axes routiers de Russie, avec la transsibérienne en rouge.

Le réseau de transport de la fédération de Russie est l'un des plus étendus du monde. La couverture du réseau national s'étend sur plus de 7 700 km depuis l'enclave de Kaliningrad à la pointe ouest jusqu'à la péninsule du Kamtchatka à l'est. Les grandes métropoles possèdent des métros.
Depuis quelques années, la Russie a lancé deux politiques concernant ses transports. Le 12 mai 2005, le Ministère du transport a adopté la "stratégie des transports de la fédération de Russie pour 2020". Trois ans plus tard, le 22 novembre 2008, le gouvernement fédéral a révisé cette stratégie et l'a étendue jusque 2030.

## Chemins de fer

Réseau ferroviaire de Russie.

Le réseau ferroviaire russe est l’un des plus développés dans le monde avec 86 000 km en 2010. 
Il est constitué d'un réseau ferroviaire en majeure partie à écartement large de 1 520 mm.
La compagnie des chemins de fer russes (RŽD) connecte toutes les villes importantes de Russie.
- Le Transsibérien est le plus célèbre des trains russes.
- Train rapide Allegro depuis 2010 relie Helsinki à Saint-Pétersbourg
- Réseau ferroviaire régional « Elektritschka ».

## Autoroutes et routes

Réseau routier fédéral

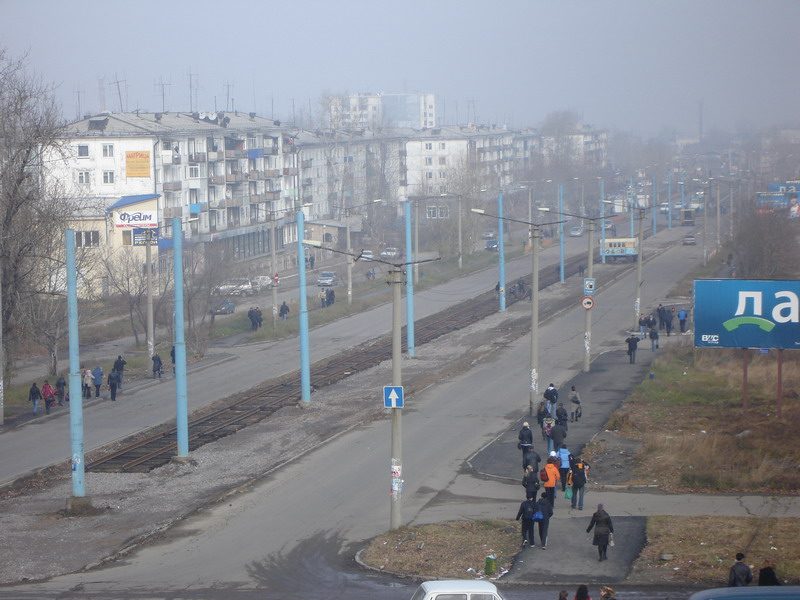
Route provinciale russe

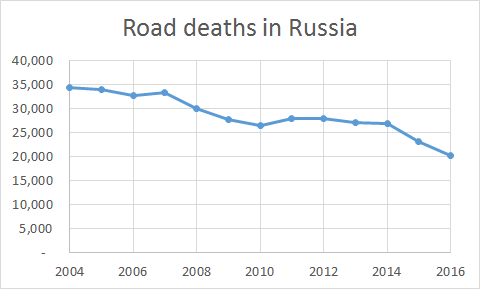
Mortalité routière en Russie, 2004-2016

Mortalité routière en Russie, 1991—2015

Comme les autres pays, la Russie est concernée par les questions de sécurité routière.
En Russie, le réseau routier est d'une longueur de 1 283 387 kilomètres en 2013, selon la CIA, alors que les véhicules automobiles sont au nombre de 271 pour 1 000 personnes en 2009 selon la Banque Mondiale.

### Système routier
En 2006 la Russie compte 933 000 km de routes, dont 755 000 bitumées. Certaines  font partie du système des Russian federal motorway. Avec une superficie terrestre étendue, la densité du réseau routier est l'une des plus faibles de  tous les pays du G8 et des BRIC.
Le système routier de l'État de Russie est classé 136e sur 144 pays évalués. Rustam Minnikhanov, le président du Tatarstan et head of the State Council working group on roads, a dit à la conférence de Novossibirsk que 53 pour cent des routes fédérales et 63 pour cent des routes régionales sont au-dessous du standard substandard[Quoi ?] et que la situation empire : chaque année, le nombre de voitures en Russie augmente de six pour cent, mais le système routier ne s'étend que de 2 200 kilomètres. Le leader du Kremlin tient la corruption pour responsable, ainsi que le manque de supervision, et l'échec de la mise à jour des standards fixés trente ans plus tôt. D'après le Service fédéral des statistiques de l'État russe, le réseau routier s'étend de 504 000 kilomètres entre 2003 et 2015, bien que cela soit en grande partie dû à l'enregistrement de routes précédemment sans propriétaire attitré .

### Sécurité routière
En 2004, la Russie est l'un des dix pays qui compte le contingent le plus important de tués sur la route.
En 2011, 28 000 personnes ont été tuées dans des accidents de la route en Russie pour 143 millions d'habitants.
Le nombre de morts était de 36 000 personnes en 2007 pour 38 millions de véhicules.
Le taux de mortalité sur la route était de 18,7 pour 100 000 personnes en 2010 (contre 21,1 en 2008), soit sensiblement plus élevé que la moyenne européenne de 13 pour 100 000.
Sur environ 36 000 tués sur les routes en 2007, 35,9 % étaient des piétons.
En 2013, la Russie a un niveau de revenu élevé mais le taux de mortalité — 189 tués par million — se rapproche plus de pays à moyens revenus — 188 tués par million en Chine, 180 au Maroc — que des pays d’Europe occidentale — 29 tués par million au Royaume-Uni, 61 en Italie — qui ont un niveau de revenu similaire à celui de la Russie,.
En 2015,la Russie compte 184 000 accidents de la route blessant 231 197 personnes dont 23 114 tuées. 59,3% des accidents endommagent le véhicule (collision, renversement, obstacle fixe) et 30,9% des accidents accrochent des piétons. 85,8% des responsabilités sont attribuées à des conducteurs d'engin motorisés et 13,5% à des piétons.
La Russie dispose d'une capacité d'amélioration de sa sécurité routière qui apparait lorsque l'on compare la Russie à es pays aux revenus similaires comme l'Argentine (126 tués par millions), le Mexique (129) et la Turquie (83).
sécurité routière dans les grandes villes
En 2015, le nombre d'accidents de la route dans les grandes villes de plus d'un million d'habitants s'élève à 39504 accidents, avec 46 717 blessés dont 2 001 tués, soit 60,7 tués par million d'habitants contre 226 tués par million en zone rurale.
Pour des raisons techniques, il est temporairement impossible d'afficher le graphique qui aurait dû être présenté ici.

## Voies maritimes
Voie navigable Volga-Baltique : au nord-ouest de la Russie, qui relie la Volga à la mer Baltique.

## Aéroports
La Russie possède sur l'ensemble de on territoire plus de 1 200 aéroports dont les plus importants sont situés dans la partie européenne du pays. 
Les plus grands sont dans l'ordre: Moscou Chérémétiévo, Moscou Domodédovo, Moscou Vnukovo et Saint-Pétersbourg.

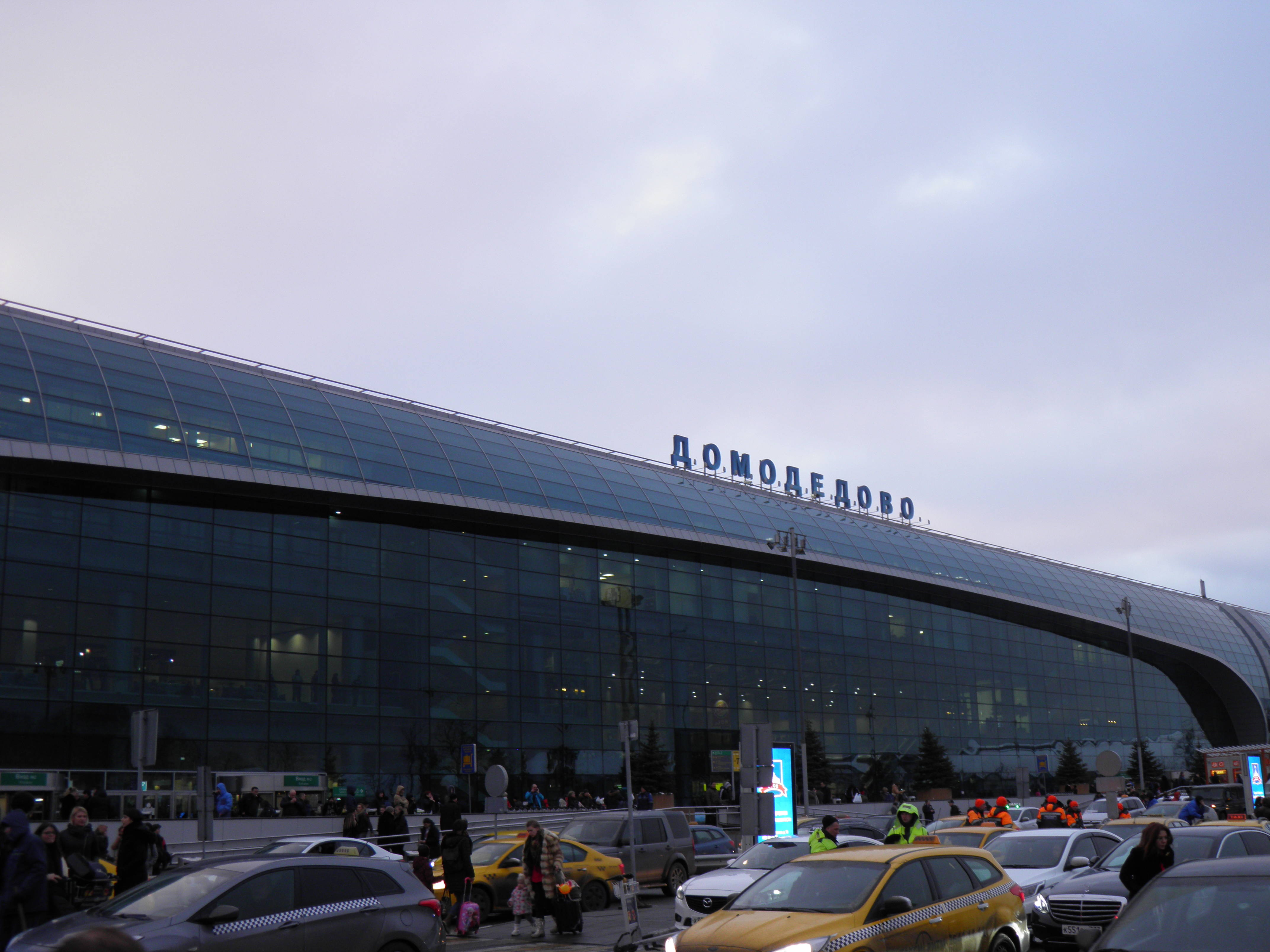
Parvis de Moscou DME

Quatre aéroports desservent la capitale, Moscou:
- Moscou Chérémétiévo (SVO/UUEE): plus grand aéroport de la ville et du pays, Chérémétiévo est la base principale de la compagnie nationale Aeroflot et est desservi par des compagnies telles que Air France, KLM ou British Airways.
- Moscou Domodiedovo (DME/UUDD): situé à 42km de Moscou, il est le deuxième aéroport moscovite et russe. Il est une base importante pour S7 Airlines et Ural Airlines et est desservi par Lufthansa, Emirates ou encore Singapore Airlines.
- Moscou Vnukovo (VKO/UUWW): avec 18 millions de passager, Vnukovo est le plus ancien aéroport de Moscou encore en activité. Utilisé à des fins présidentiels et VIP, il est desservi par Pobeda (filiale à bas coûts d'Aeroflot) et Utair ainsi que par Turkish Airlines.
- Moscou Joukovski (ZIA/UUBW): utilisé précédemment à des fin militaires, il est le plus petit des aéroports moscovites. Il est un base moyenne pour Ural Airlines et est desservi par Onur Air ou Belavia.